# Вейн, Генри (младший)
Сэр Генри Вейн-младший (англ. Henry Vane; также известен как Гарри Вейн, чтобы отличить его от отца; крещен 26 марта 1613 — 14 июня 1662) — английский политик, государственный деятель и губернатор колонии Массачусетского залива. Поддержал создание Роджером Уильямсом колонии Род-Айленд и Гарвард-колледжа. Сторонник религиозной терпимости. Вернулся в Англию в 1637 году после религиозных споров, которые привели к изгнанию Энн Хатчинсон из Массачусетса.
Был членом парламента во время Гражданской войны в Англии, один из лидеров индепендентов, тесно сотрудничал с Оливером Кромвелем. Не сыграл никакой роли в казни короля Карла I и отказался произнести клятву с выражением одобрения этого акта. Служил в Государственном совете, который выполнял функции государственного органа в период междуцарствия, разошелся с Кромвелем по вопросам управления и отошел от дел, когда Кромвель распустил парламент в 1653 году. Вернулся к власти на недолгий период в 1659-1660 годах, был арестован по приказу короля Карла II после его восстановления на троне. После долгих дебатов Вайн был лишен права амнистии, предоставленного большинству участников гражданской войны.
Несмотря на формальное помилование Карлом II, был обвинен парламентом в государственной измене в 1662 году. В судебном разбирательстве ему было отказано в адвокате и возможности надлежащим образом подготовить защиту, в итоге он был осужден присяжными. Король отменил свое прежнее помилование, и 14 июня 1662 года Вейн был обезглавлен в Тауэр-Хилле.
Вейн был признан своими политическими соратниками как компетентный администратор и хитрый и искушенный переговорщик и политик. Его политика была продиктована стремлением к религиозной терпимости в эпоху, когда правительства использовали церковь для подавления несогласных.

## Ранние годы

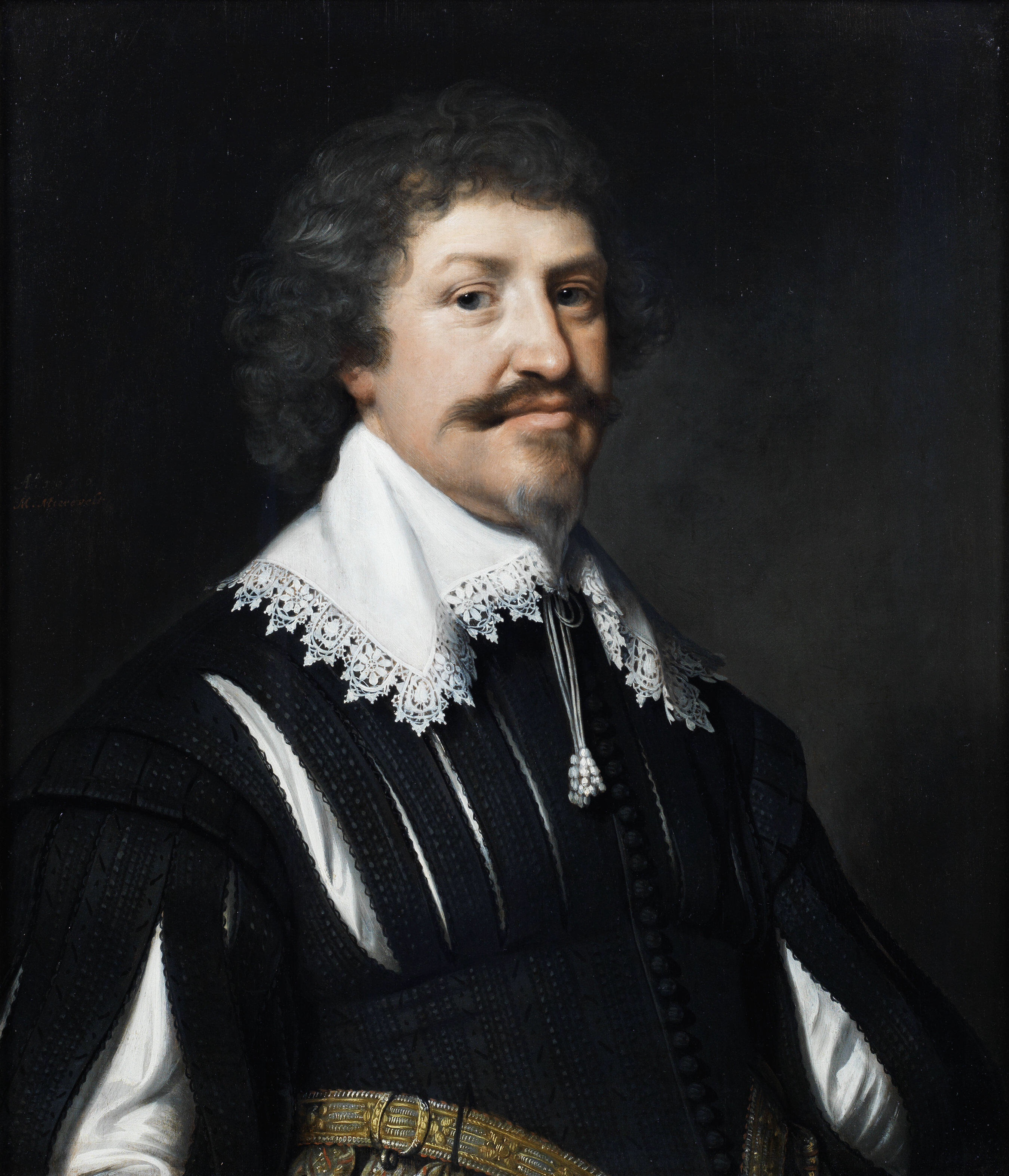
Сэр Генри Вейн-старший, худ. М.Й. ва Мерефельдт

Генри Вейн был крещен 26 мая 1613 года в Дебдене, Эссекс. Он был старшим ребенком джентри сэра Генри Вейна-старшего и Фрэнсис Дарси. Старший Вейн использовал деньги семьи для покупки места при дворе, став к 1629 году Контролером королевского двора. Вейн получил образование в Вестминстерской школе, где его одноклассниками были Артур Хесельридж и Томас Скот, которые в дальнейшем занимали видное место в английской политической элите. Затем Вайн поступил в колледж Магдален-холл, Оксфорд, где обучался, несмотря на отказ дать необходимые вступительные клятвы (Вейн был пуританином). Затем он отправился в Европу, учился в Лейдене и, возможно, во Франции и Женеве.
Отец Вейна был расстроен открытым принятием сыном пуританских взглядов, опасаясь, что это затруднит его возможности для продвижения при дворе. В 1631 году он отправил молодого Вейна в Вену в качестве помощника английского посла Роберта Анстратера. Это была, по-видимому, весьма привилегированная роль. Во время этой поездки Вейн участвовал в переговорах со шведским королем Густавом Адольфом об альянсе, однако союз не состоялся. Он был представлен королю после возвращения в Англию. Его отец участвовал в многочисленных безуспешных попытках заставить сына отказаться от его нонконформистских взглядов. Для обретения религиозной свободы Вейн-младший решил отправиться в Новый Свет, присоединившись к пуританской миграции.

## Новая Англия
Вейн отправился в колонию Массачусетского залива, прибыв в Бостон в октябре 1635 года на корабле вместе с Джоном Уинтропом-младшим. Старший Джон Уинтроп назвал Вейна «молодым джентльменом исключительных способностей». Вейн начал играть видную роль в судебной администрации, участвовал в разрешении спора между старшим Уинтропом и Томасом Дадли. Весной 1637 года Вайн был избран губернатором колонии. Ситуация, с которой он столкнулся, была сложной, с религиозными, политическими и военными спорами. Его биографы описывают срок пребывания Вейна в должности как «катастрофический». 

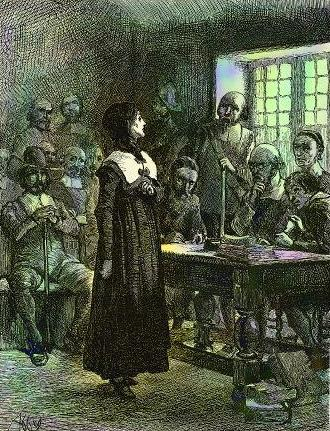
Процесс над Энн Хатчинсон

Колония была разделена спором о действиях и убеждениях Энн Хатчинсон. Она приехала с мужем и детьми в колонию в 1634 году и начала проводить домашние занятия по толкованию Библии, набирала широкую популярность и делилась своими мнениями о том, что существующие законы и практики не нужны для спасения. Большинство колониальных лидеров, в том числе Дадли и Уинтроп, придерживались легистских взглядов, подчеркивающих роль законов в жизни общины. Вейн был сторонником Хатчинсон, как и влиятельный пастор Джон Коттон, эта фракция и помогла Вейну занять пост губернатора в 1636 году. Однако Вейн быстро оттолкнул от себя некоторых колонистов, настаивая на том, чтобы английский флаг продолжал развеваться над фортом Бостона. Флаг незадолго до того был предметом споров, так как изображенный на нем Крест Святого Георгия многими колонистами воспринимался как символ папства, а Джон Эндикотт и вовсе разорвал английский флаг на глазах колониального ополчения. Популярность Вейна еще больше снизилась, когда он узнал в декабре 1636 года, что в Англии есть проблемы, требующие его присутствия, и он попытался уйти в отставку. Хотя губернаторский совет первоначально принял его отставку, вскоре он отменил свое согласие по просьбе собрания бостонской церкви.
Во время губернаторства Вейна состоялся спор с племенем пекотов, вылившийся в полноценную войну. В 1636 году лодка массачусетского торговца по имени Джон Олдэм была найдена возле острова Блок, захваченного индейцами. Дальнейшее расследование привело к бежавшим под защиту пекотов индейцам, обвиненным в убийстве торговца.. Пекоты отказались выдать подозреваемых, что вызвало бурную реакцию в среде колонистов. В итоге губернатор Вейн в августе 1636 года уполномочил Джона Эндикотта во главе отряда из 90 человек атаковать пекотскую деревню. В ответ пекоты атаковали колонистов на реке Коннектикут и в других местах. В результате расширения войны колониальные ополчения добились практически полного истребления племени пекотов.
Вейн потерял свой пост на ежегодных выборах 1637 года. Уинтроп выиграл отчасти потому, что место голосования было перенесено в Кембридж, что уменьшило возможности поддержки Вейна бостонцами. После выборов Энн Хатчинсон предстала перед судом и в итоге была изгнана из колонии. По настоянию проповедника Роджера Уильямса, некоторые из ее сторонников основали поселение Портсмут в заливе Наррагансетт (позже названное Род-Айлендом и ставшее частью колонии Род-Айленд). Вейн решил вернуться в Англию, видимо, с расчетом приобрести королевскую поддержку и вернуться на пост главы колонии.
Наследие Вейна в Новой Англии включает колониальное законодательство, выделение 400 фунтов стерлингов на создание института высшего образования, ныне известного как Гарвардский университет, поддержку Роджера Уильямса в приобретении острова Акиднэк у местных индейцев, что привело к образованию колонии Род-Айленд.
По словам историка Майкла Уиншипа, опыт Вейна в Массачусетсе значительно радикализировал его религиозные взгляды, в которых он пришел к убеждению, что духовенство всех типов, в том числе пуританские служители, «были вторым зверем Апокалипсиса из Откровений 13:11», «притворяясь Святыми». В Англии он стремился минимизировать влияние всех видов духовенства. Биограф Вайолет Роу пишет, что «руководящие принципы Вейна в религиозной политике, по-видимому, состояли в недоверии к духовной власти, будь то епископы или пресвитеры, и убеждении, что государство вообще должно воздерживаться от вмешательства в церковные дела».

## Возвращение в Англию
По возвращении в Англию Вейн приобрел с помощью графа Нортумберленда и его отца должность казначея Королевского флота в 1639 году. В этой должности у него была неприятная, но неизбежная задача собрать налог на поддержку военно-морского флота, введенный Карлом I без одобрения парламента. В июне 1640 года он был награжден рыцарством. 1 июля 1640 года он женился на Фрэнсис Рэй, дочери сэра Кристофера Рэя.

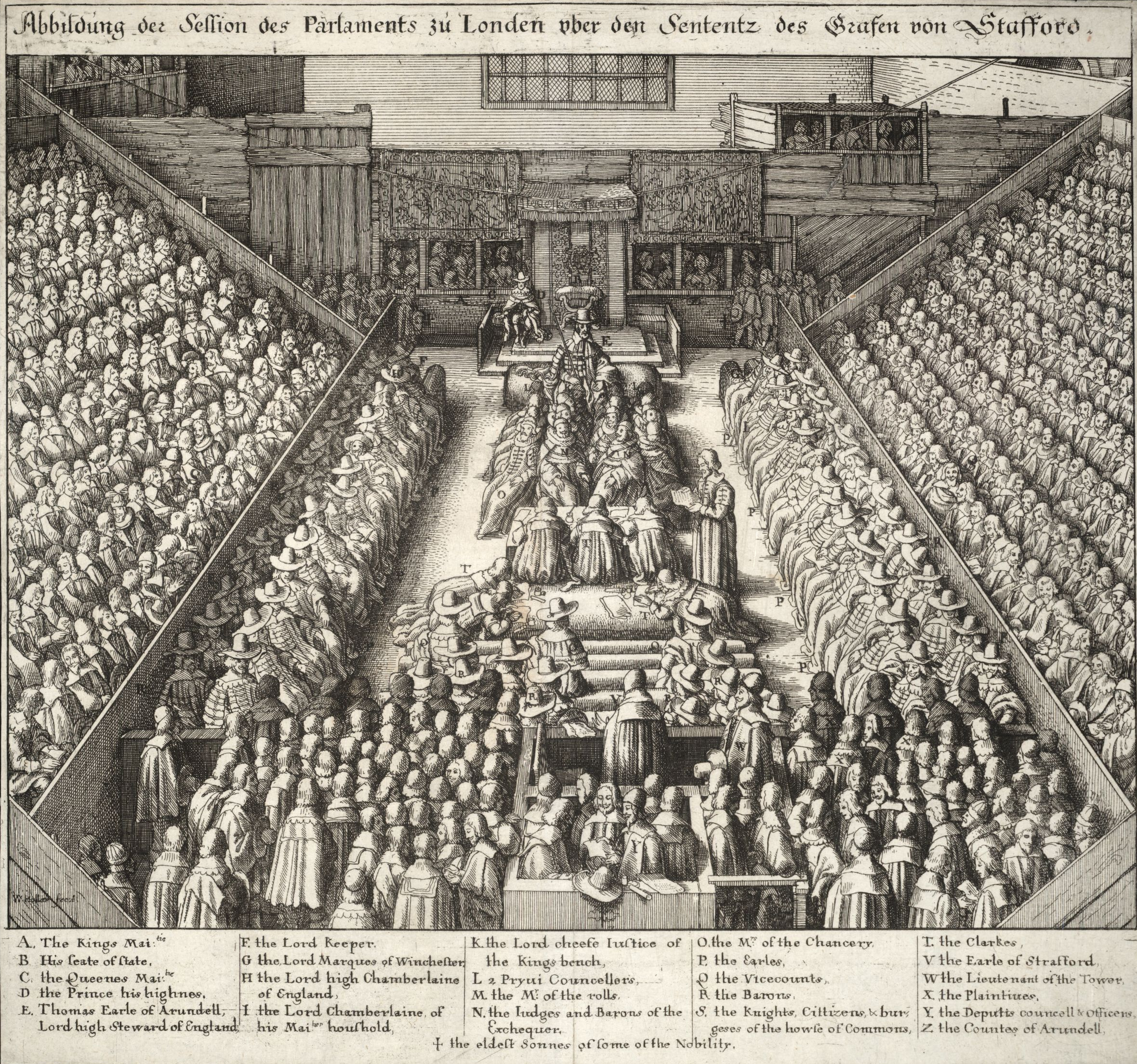
Суд над графом Страффордом

Связь с адмиралтейством обеспечила Вейну избрание в Короткий и Долгий парламенты от города Халла. Вейн сформировал альянсы с видными противниками политики короля, включая Джона Пима и Джона Хэмпдена. Вместе с Натаниелом Файнсом он представлял молодое поколение пуритан в Долгом парламенте.
Вейн сыграл важную роль в опале 1641 года и казни графа Страффорда, члена Тайного совета. Файнс обнаружил некоторые конфиденциальные записи, которые его отец сделал на заседании совета, и передал их Джону Пиму. Формулировка в этих примечаниях может быть истолкована как означающая, что Страффорд предложил, чтобы Карл I использовал ирландскую армию для усмирения Англии. Свидетельства против Страффорда были слабыми, и опала потерпела неудачу. Однако Пим взятками добился новых свидетельств, и Стаффорд был казнен в мае 1641 года. Махинации Пима вызвали временный раскол между внутри антикоролевской оппозиции.
Когда король отправился в Шотландию, чтобы получить поддержку армии для конфликта с парламентом, его члены обнародовали Великую Ремонстрацию. Многие историки утверждали, что Вайн сыграл определенную роль в разработке этого документа, хотя сам он не участвовал в дебатах. Король отказался принять требования парламента. По возвращении из Шотландии король также лишил обоих Вейнов, отца и сына, их административных должностей в отместку за их роль в казни Страффорда.

## Гражданская война
В первые шесть месяцев 1642 года отношения между королем и парламентом были полностью разорваны, и группировки, поддерживающие обе стороны, взялись за оружие. Парламент вернул Вейна на должность казначея военно-морского флота, где он использовал связи, чтобы оказать значительную военно-морскую поддержку парламенту, после того, как Карл попытался арестовать пятерых депутатов по обвинению в государственной измене в декабре 1641 года. В июне 1642 года король отверг Девятнадцать предложений, последний существенный набор требований, предъявленных парламентом до начала Первой английской гражданской войны. После начала военных действий в июне Вейн получил место в Комитете безопасности, который курировал парламентскую военную деятельность.
В июле 1643 года Вейн был отправлен во главе парламентской комиссии требовать военной помощи от шотландцев. Шотландцы, которые выступали против короля по религиозным вопросам, были готовы помочь английскому парламенту, если последний разрешит распространение пресвитерианской системы церковного владения на Англию. Вейн был против как пресвитерианства, так и епископального управления, но нашел способ заключить соглашение. Он включил в соглашение ряд абстрактных формулировок, что позволило шотландцам полагать, что их требования будут приняты, в то время как англичане смогли их интерпретировать в своих интересах. Соглашение было в конечном счете одобрены властями в Шотландии, Англии и Ирландии, и проложили путь для шотландского вступления в войну.
После успеха в переговорах по шотландскому соглашению и смерти Джона Пима в конце 1643 года Вейн возглавил парламент, вместе с Оливером Сент-Джонсом, Генри Мартеном и Артуром Хесельриджем. Он стал главным членом Комитета обоих королевств, учрежденного в феврале 1644 года, созданного для координации действий английской и шотландской армий. Затем Вейн был отправлен в Йорк в июне 1644 года, а затем в Ливерпуль для переговоров с верными королю генералами. Переход на сторону парламента был отвергнут большинством генералов, кроме Оливера Кромвеля.
13 сентября 1644 года Вейн выступил с Сент-Джонсом и Кромвелем в палате общин с инициативой создания комитета, призванного найти компромисс по религиозным вопросам. В дебатах он проявил свое истинное отношение к пресвитерианству, что создало раскол между индепендентами во главе с Вейном и Кромвелем и шотландцами и другими сторонниками пресвитерианства.

### Победа парламента
Подготовка к мирным переговорам между королем и парламентом была начата в ноябре 1644 года. Вейн был одним из многих участников переговоров, посланных в Эксбридж в неудачной попытке договориться о мире. Вейн и индепенденты были главной причиной неудачи этих переговоров, потому что шотландцы и король были готовы согласиться с вопросами церковной политики, но индепенденты нет. 

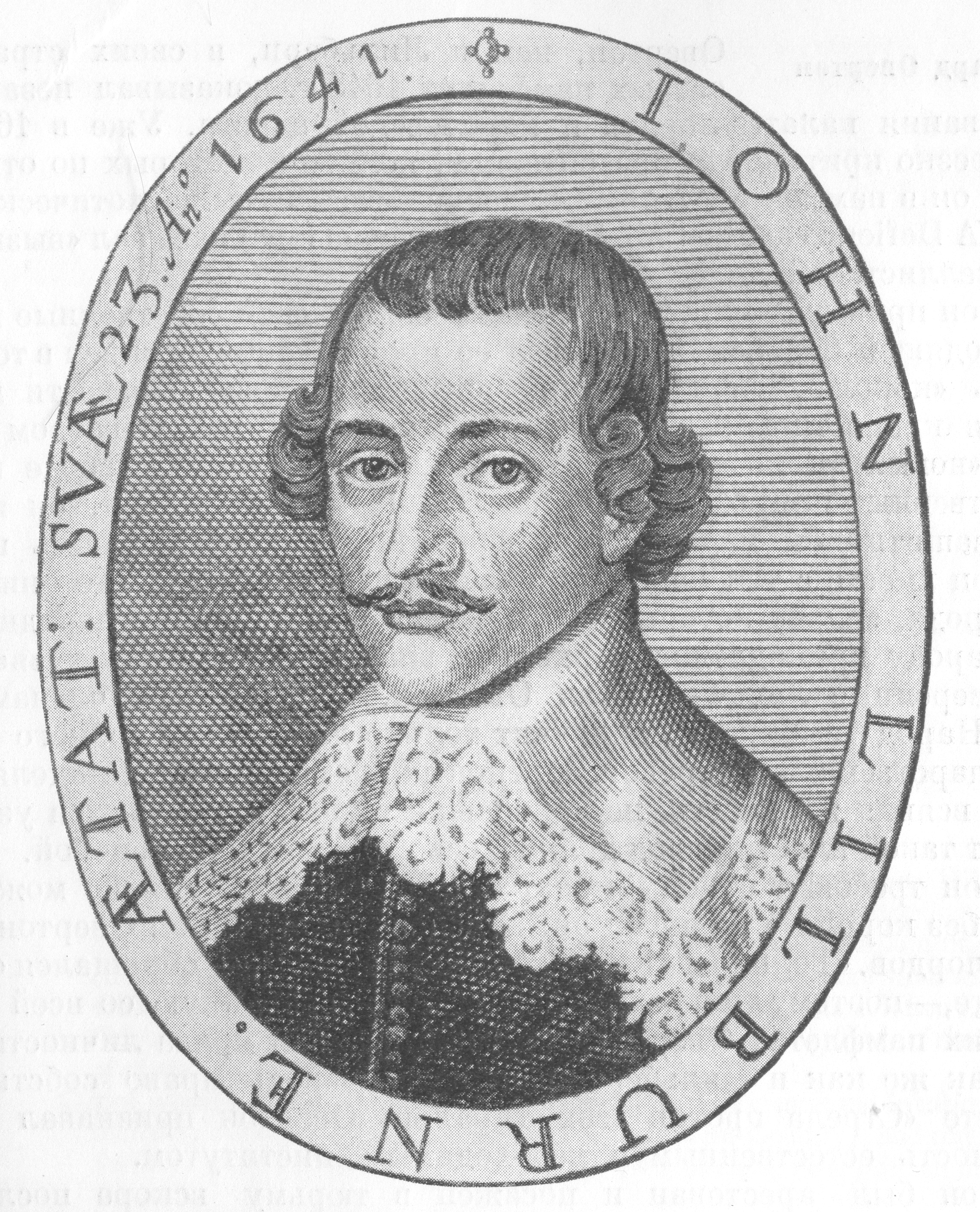
Джон Лильберн был одним из главных оппонентов Вейна.

Парламент начал обсуждать реорганизацию своих военных сил еще в ноябре 1644 года, отчасти, чтобы убрать некоторых слабых командиров и устранить региональный характер армии. В дебатах, которые разделяли палату общин и палату лордов, Вейн и Кромвель поддерживали постановление, запрещавшее военным офицерам служить в парламенте и создававшее армию новой модели, которая могла бы сражаться в любой точке страны.
После решительной победы парламента при Нейсби в июне 1645 года первый этап гражданской войны был фактически завершен, через год Карл I сдался командирам шотландской армии. За это время стали формироваться новые политические фракции. Левеллеры, возглавляемые Джоном Лильбёрном и другими, выступила за большие свободы прессы и выступала против некоторых привилегий аристократии, включая существование палаты лордов.
В январе 1646 года на фоне продолжающихся мирных переговоров Карл попытался отсечь индепендентов от других фракций, предложив Вейну союз с его фракцией против пресвитериан. Вейн не был удивлен этим и ответил, что он предпочитает служить парламенту, а не двуличному королю. Поместья Вейна в период войны были разорены; отец Вейна сообщил, что родовой замок четырежды был разграблен, получив ущерб в размере 16 000 фунтов стерлингов. В сентябре 1645 года Вейн получил одобрение парламентариев, чтобы восстановить замок.

### Межвоенный период

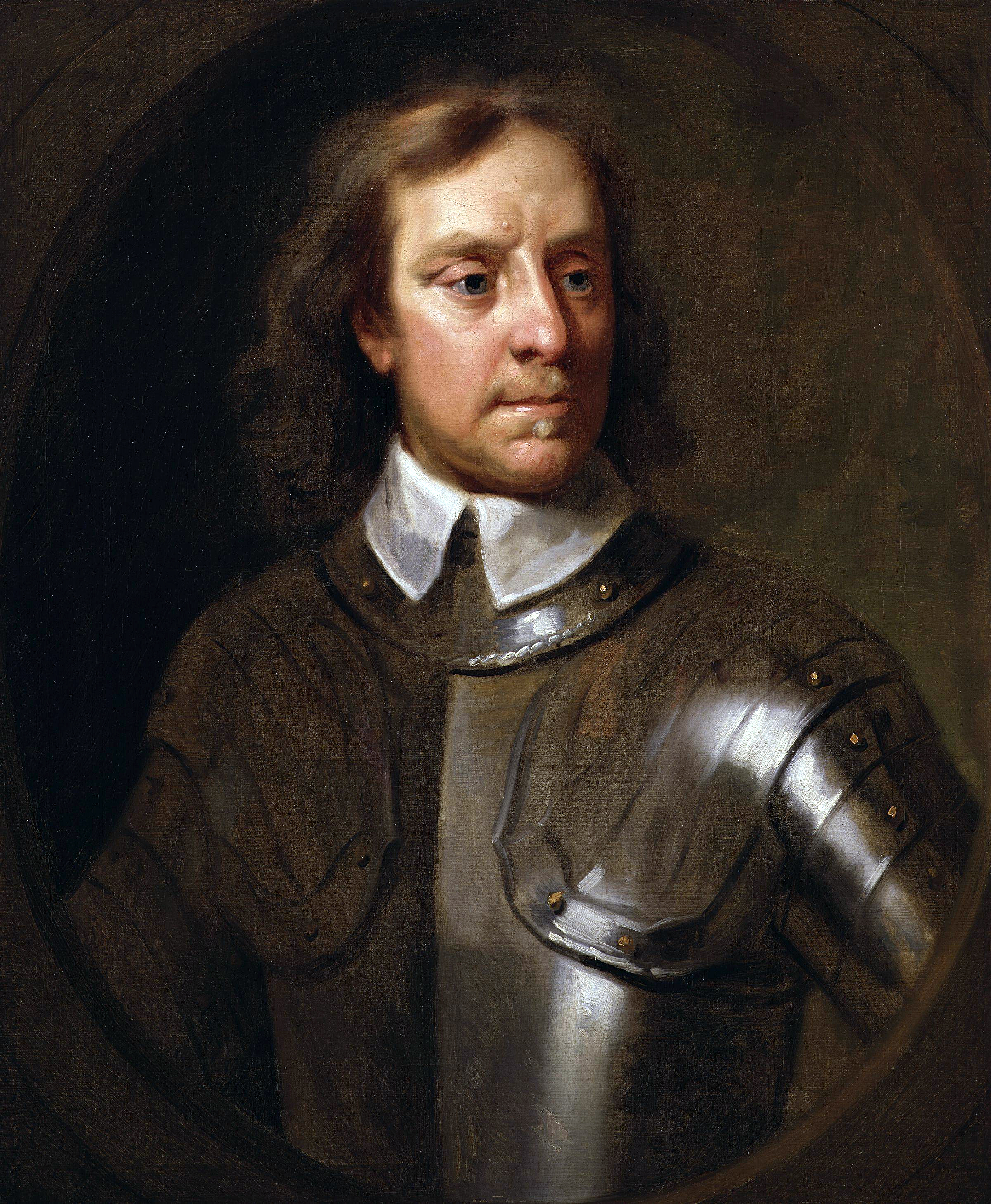
Оливер Кромвель

К концу войны пресвитерианская группа в палате общин, возглавляемая Дензилом Холлсом, Уильямом Строде и сэром Филиппом Стэплтоном, была немного сильнее индепендентов. Они приступили к введению законодательства, враждебного религиозной терпимости. Вейн, видимо, понял, что пресвитериане представляют собой угрозу, равную угрозе со стороны папства, и что война может разгореться вновь. Существовало также взаимное недоверие между Вейном и левеллерами, так как Вейн придерживался аристократического взгляда на то, что права голоса должны быть зарезервированы только для дворян. Теперь уже сами индепенденты пытались договориться о благоприятных для них условиях с королем, но попытки не увенчались успехом.
В 1647 году Вейн и Оливер Кромвель, лидер армии, начали работать вместе. Пресвитерианское большинство стремилось распустить армию, чтобы уменьшить угрозу со стороны индепендентов, но проблемы с выплатой жалования, пенсий вдовам и другие недовольства побудили пресвитериан вступить в переговоры с армией. Ожесточенные дебаты по поводу армии заставили левеллеров обвинить индепендентов, в том числе и Вейна, в попытках установить тиранию. Кромвель в конце концов смог успокоить армию, но последовала парламентская чистка индепенденстских офицеров, и армию было приказано распустить. Некоторые парламентские лидеры также начали переговоры с шотландцами о возвращении их армии, на этот раз чтобы противостоять армии Кромвеля. По приказу Кромвеля отряд захватил Карла I, который был помещен под домашний арест в Холмби. Это заставило пресвитерианское руководство удовлетворить требования армии об уплате долгов.
Переговоры между армией и парламентом были острыми. Пресвитериане из числа парламентариев угрожали Вейну и другим индепендентам. Более 50 депутатов-индепендентов покинули Лондон 2 августа и встали под защиту армии. Далее армия отправилась в Лондон и вернула индепендентов в парламент. Затем парламент обсудил предложения армии по установлению срока и полномочий парламента и церковного управления. Ключевым среди его условий, представляющих интерес для Вейна, было лишение церкви, епископальной или пресвитерианской, любой принудительной силы. Главы предложений были также направлены королю, который указал на согласие с некоторыми из условий и несогласие с другими и предложил дальнейшие переговоры.
Предложение короля разделило индепендентов на тех, кто был готов вести переговоры (например, Вейн и Кромвель) и несогласных с переговорами. Преподобный Хью Питер высказался против переговоров, как и левеллеры. Джон Лильберн критично заявил: «Проекты Кромвеля и Вейна должны удерживать бедняков в кандалах и в рабстве вечно». В ноябре 1647 года король покинул место своего ареста и отправился на остров Уайт. Там он был вновь схвачен и заключен в замок Карисбрук. Из вариантов союза с индепендентами или шотландцами он выбрал второй. Насилие между роялистами, пресвитерианами и индепендентами распространилось по всей стране, хотя армия поддерживала слабый мир в Лондоне.

### Возобновление войны
Насилие вспыхнуло по всей стране. Мятеж на Королевском флоте в мае заставил Вейна попытаться помешать его распространению. К середине июля армия восстановила контроль над большей частью Англии, а Кромвель разбил шотландскую армию в августе в битве при Престоне. Вейн был одним из парламентских представителей для переговоров с Карлом в Ньюпорте в сентябре 1648 года. Однако переговоры вновь сорвались из-за упорства Вейна в защите неограниченной свободе совести.

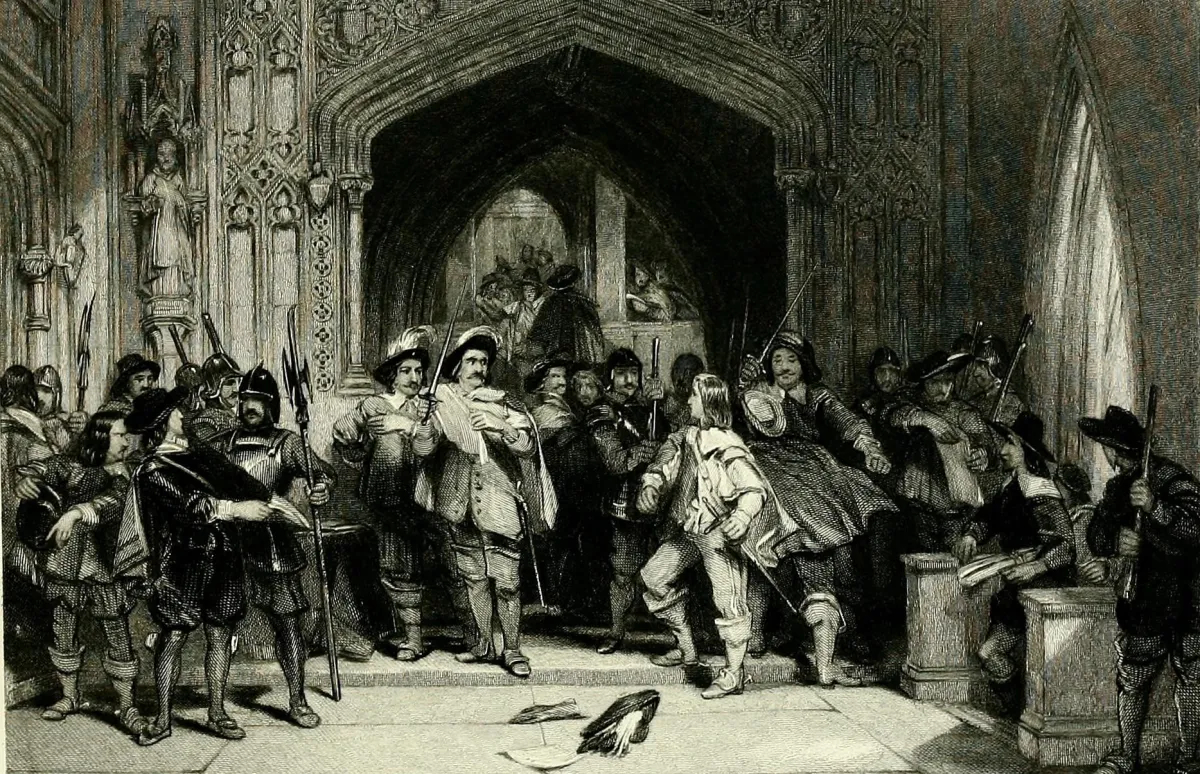
Прайдова чистка

В дебатах конца 1648 года о судьбе Карла I Вейн утверждал, что парламент должен создать правительство без короля, чтобы «создать самую счастливую нацию в мире». Его речь 2 декабря, в которой говорилось, что короля нужно устранить как политическую фигуру, получила широкую огласку, хотя его оппоненты, в том числе Натаниэль Файнс, утверждали, что уступки, сделанные королем, достаточны для достижения компромисса. 5 декабря парламент согласился с тем, что уступки короля были достаточными, а депутат Климент Уокер обвинил Вейна в том, что вместе с отцом он нажился на войне. Уокер составил длинный список депутатов, которые, по его словам, действовали со злоупотреблениями, но Вейна не было в нем. Вместо этого Уокер обвинил Вейна в том, что он нажился на скупке задолженностей физических лиц перед государственной казной. В настоящее время нет объективной возможности проверить достоверность этих обвинений.
6 декабря военные вмешались, чтобы взять под контроль индепендентов дела в парламенте. Войска во главе с Томасом Прайдом окружили здания парламента и арестовывали прибывающих депутатов, в первую очередь пресвитериан, которые поддерживали переговоры с королем (Прайдова чистка). В тот день Вейн не появлялся - он, вероятно, знал о том, что должно произойти. Чистка привела к исключению более 140 депутатов. Отныне парламент при господстве индепендентов стал органом организации суда над королем Карлом. Во время этого процесса Вейн отказался посещать парламент, хотя он присутствовал в качестве зрителя, когда началось судебное разбирательство 20 января 1649 года. Позже он утверждал, что выступал против казни короля в суд из-за малокровия, и продолжал выполнять обязанности по своим должностям, подписывая адмиралтейские документы в тот день, когда Карл I был казнен.

## Отношения с Оливером Кромвелем
После казни короля палата общин проголосовала за отмену монархии и палаты лордов. Чтобы заменить исполнительные функции короны, был учрежден Государственный совет, который возглавил Вейн. Но он отказался начать работать, так как отказался от присяги, которая требовала выражения одобрения казни короля. Вейн служил во многих комитетах совета. 1 августа 1650 года он был назначен президентом Комиссии по торговле, учрежденной актом парламента. В полномочия комиссии входила как внутренняя, так и внешняя торговля, торговые компании, производственные предприятия, свободные порты, таможенные пошлины, акцизы, статистика, а также рыболовство.
На посту главы комитета по надзору за вооруженными силами Вейн руководил поставкой материалов для завоевания Кромвелем Ирландии. В качестве ведущего члена комитета, курирующего военно-морской флот (где к нему присоединился одноклассник Томас Скот), он руководил флотом в Первой англо-голландской войне (1652-1654). После катастрофического поражения флота от голландцев в 1652 году Вейн возглавил комитет, который реформировал военно-морской флот и кодифицировал военно-морское право. Эти меры сыграли важную роль в дальнейших успехах военно-морского флота. Вейн также участвовал во внешней дипломатии, посещал Францию в 1652 году, чтобы встретиться с кардиналом де Рец, организовывал управление Шотландией после побед Кромвеля в Третьей английской гражданской войне.

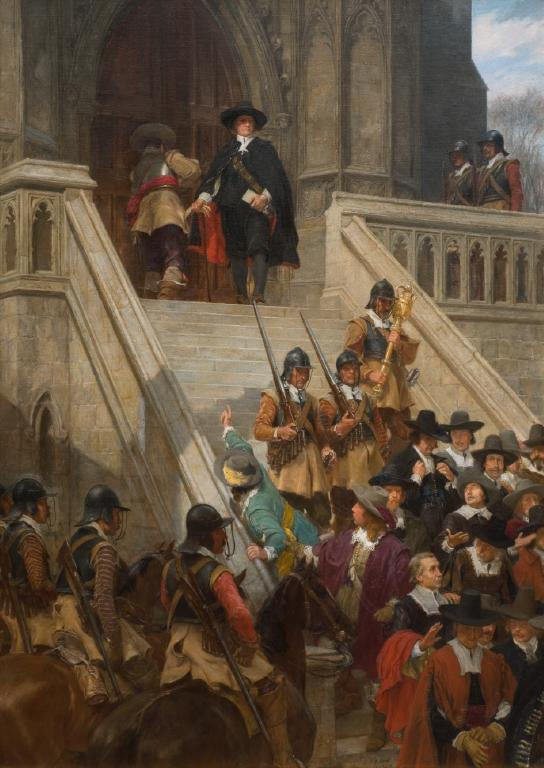
Кромвель распускает парламент 20 апреля 1653 года

Вейн был также активным во внутренних делах. Он заседал в комитете, который распоряжался коллекцией произведений искусства Карла I, и нажил много врагов, заседая в комитетах по конфискации королевского имущества. Эти комитеты отвечали за распределение активов, захваченных у роялистов и других противников правительства, и за переговоры с теми, кто не платил налоги и другие правительственные сборы. Некоторые из врагов, которых он нажил за это время, впоследствии будут его судить.
Процесс, посредством которого парламент выполнял обязанности исполнительной власти, был громоздким, и это стало проблемой, так как Кромвель и армия стремились к тому, чтобы действовать решительнее. Эти разногласия вбили клин в отношения между Вейном и Кромвелем. Под давлением Кромвеля парламент начал рассматривать предложения по проведению избирательной реформы. В январе 1653 года комитет, возглавляемый Вейном, сделал одно из таких предложений: он призвал к тому, чтобы избирательное право предоставлялось на основе права собственности, с исключением так называемых «гнилых местечек», в которых было небольшое число избирателей, и их контролировали богатые покровители. В предложении также содержался призыв к тому, чтобы некоторые из нынешних членов парламента, чьи республиканские взгляды были сочтены достаточными, сохранили свои места, в поощрение за их роль в победе над королем. Однако Кромвель, добиваясь всеобщих выборов, был против этой схемы, и стороны не смогли примириться.
Парламентские лидеры пообещали Кромвелю 19 апреля 1653 года отложить принятие проекта Вейна, но сам Вейн, вероятно, был одним из тех, кто пытался принять законопроект уже на следующий день, чтобы Кромвель не смог отреагировать. Однако Кромвель был предупрежден сторонниками и привел войска в парламент и положил конец дебатам, сказав: «Вы не парламент, я говорю, что вы не парламент, я закончу ваше заседание». Вейн запротестовал: «Это не честно; да, это против морали и справедливости», на что Кромвель крикнул в ответ: «О сэр Генри Вейн, сэр Генри Вейн, избави меня Господь от сэра Генри Вейна!». Это событие положило начало протекторату Кромвеля, причем Вейн был приглашен войти в совет Кромвеля, но он отказался.
Выйдя в отставку, Вейн написал «Размышления о пенсионерах», опубликованные в 1655 году на фоне слухов о том, что Вейн разжигает восстание против Кромвеля, главным образом среди квакеров. Эта работа - религиозный трактат, в котором Вейн блуждает между буквальной и символической интерпретацией библейских цитат. В том же году, после того, как Кромвель сделал запрос относительно способов улучшения государственного управления, Вейн написал «Исцеляющий вопрос». В этой политической работе он предложил новую форму правления, которая по-прежнему настаивала на главенстве парламента над армией.

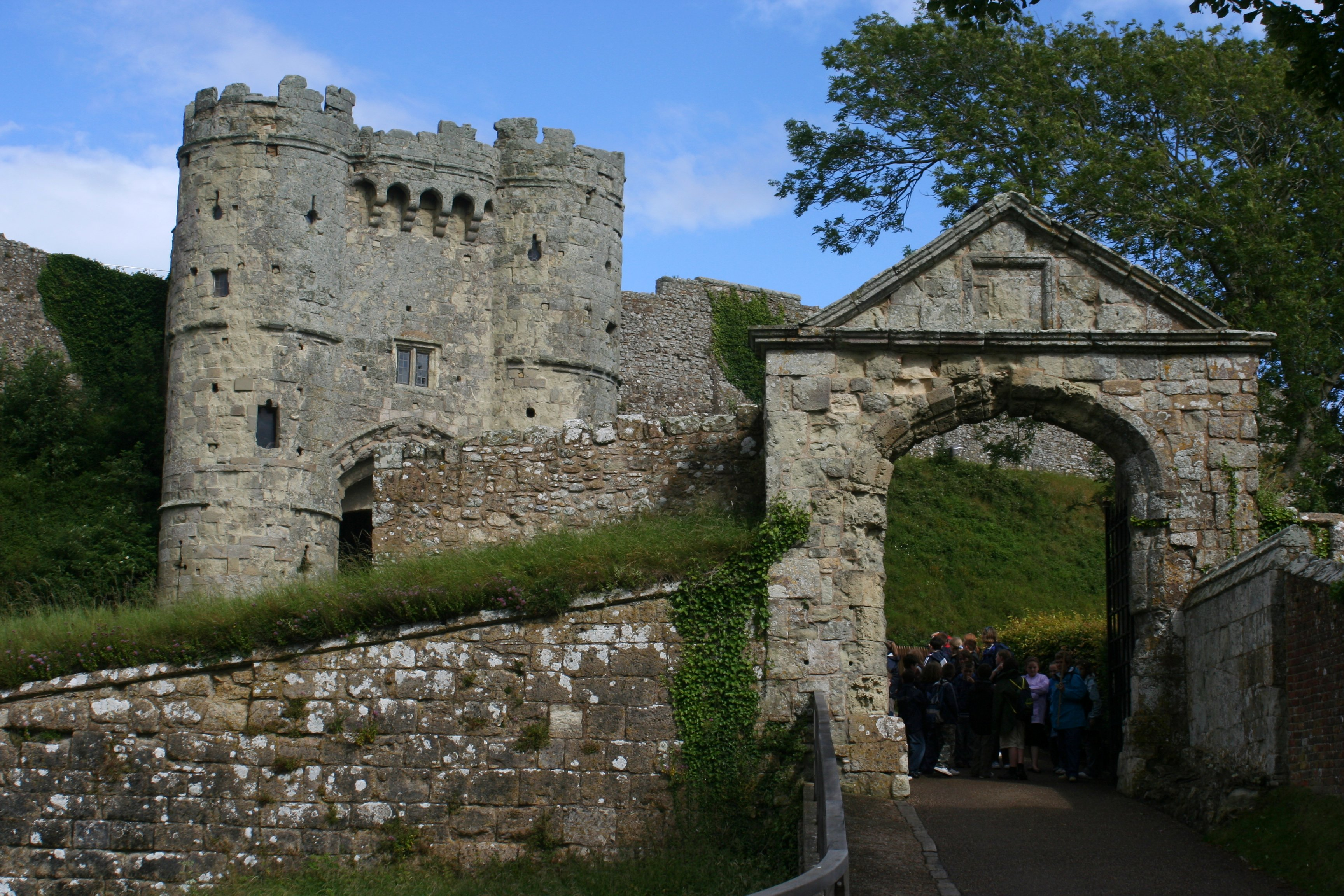
Ворота замка Карисбрук, где Вейн был заключен в тюрьму в 1656 году, как и свое время король Карл I

«Исцеляющий вопрос» был воспринят канцлером Кромвеля Джоном Турло как тонко завуалированная атака на Кромвеля, и публикация книги побудила ряд оппозиционных политических групп активизировать свою деятельность. Распространялись слухи о том, что протесты религиозных групп, подобных анабаптистам и квакерам, были связаны с Вейном, что побудило совет Кромвеля призвать Вейна к ответу 29 июля 1656 года. Вейну была предложена облигация в 5000 фунтов стерлингов в обмен на обязательство «ничего не делать для очернения нынешнего правительства», но он отказался. Тогда он был арестован и заключен в тюрьму в Карисбрукском замке. Вейн обратился к Кромвелю с письмом, в котором он отверг внепарламентскую власть, которую установил Кромвель. Вейн был выпущен из тюрьмы без раскаяния 31 декабря 1656 года.
Выйдя на пенсию, Вейн создал религиозную группу, которая получила название «Ванисты». Он также писал памфлеты для продвижения своих политических взглядов.

## Ричард Кромвель и последующие события
После смерти Оливера Кромвеля в сентябре 1658 года его сын Ричард сменил его на осту Лорда-протектора. Младшему Кромвелю не хватало политических и военных способностей отца, и политическая фракционность вновь возродилась. Когда в декабре 1658 года в парламент были проведены новые выборы, Кромвель попытался предотвратить избрание как роялистов, так и республиканцев. Вейн как лидер республиканской фракции, несмотря на препятствия, сумел выиграть выборы о округу Уитчёрч. На сессии парламента республиканцы выступили за ограничение власти Кромвеля и выступали против права вето палаты лордов, которая была заполнена сторонниками Лорда-протектора. Однако республиканцы оказались безуспешными в принятии каких-либо существенных решений. 

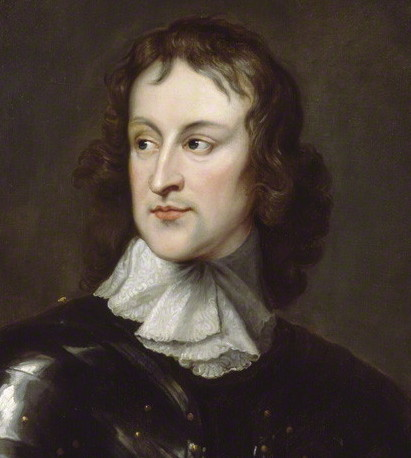
Генерал Джон Ламберт

Вейн сформировал союз с группой военных-республиканцев, известных как партия Уоллингфордского дома, которые тайно встречались, в нарушение законов, ограничивающих военное участие в политических вопросах. Кромвельские фракции в парламенте не смогли добиться перевеса в парламенте, и Кромвель был вынужден распустить парламент в апреле 1659 года. Но уже через несколько дней лишенный поддержки армии Кромвель отрекся от должности.
В восстановленном парламенте Вейн был назначен в новый Государственный совет. Он также служил комиссаром по назначению офицеров армии, управлял иностранными делами и изучал состояние государственных финансов, которые, как было установлено, находились в ужасном состоянии. Вставший во главе армии после падения Кромвеля Джон Ламберт, опасаясь, что армия будет оттеснена парламентом от власти, силой разогнал парламент. Был сформирован комитет безопасности, состоявший из армейских чинов и Вейна. Он согласился войти в комитет отчасти потому, что опасался, что республиканское дело обречено на провал без поддержки армии. Этот комитет проработал лишь до декабря, когда наступление армии генерала Джорджа Монка из Шотландии привело к восстановлению работы Долгого парламента. За участие в комитете безопасности Вейн был исключен из палаты общин и приговорен к домашнему аресту в родовом замке Раби. Он отправился в Раби в феврале 1660 года, оставался там ненадолго и, в конце концов, вернулся в свой дом в Хэмпстеде.

## Реставрация
В марте 1660 года Долгий парламент был окончательно распущен, были проведены выборы в новый парламент, который начал свои заседания в мае. В нем доминировали роялисты и пресвитериане, которые официально провозгласили королем Карла II, и он был восстановлен на троне 29 мая 1660 года. Чтобы свести к минимуму репрессии за действия, предпринятые в период междуцарствия, парламент принял Закон о возмещении и забвении, в соответствии с которым большинство действий противников короля в период гражданских войн было прощено. Исключения были сделаны для тех, кто был непосредственно вовлечен в организацию казни Карла I, и, после длительных дебатов, Вейн стал одним из таких исключений. Закон не был принят до августа 1660 года, а Вейн был арестован 1 июля 1660 года по приказу короля и заключен в тюрьму в лондонском Тауэре. Парламент, приняв Закон о возмещении ущерба, обратился к королю с просьбой предоставить помилование Вейну и другим, прося, чтобы их жизни были спасены. Это ходатайство было удовлетворено.
Несмотря на помилование, Вейн остался в Тауэре, а доходы от его владений были переданы в казну. Он страдал от лишений в тюрьме и не мог погасить долги, которые превысили 10 000 фунтов стерлингов. В октябре 1661 года Вейн был переведен на острова Силли, чтобы ограничить доступ к нему со стороны потенциальных заговорщиков, которые могли бы попытаться его освободить. Вейн продолжал писать, главным образом, на религиозные темы, пытаясь примириться с политическим положением дел и свои положением. В частности, в этих сочинениях Вейн высказал мысль о том что, власть монарха должна быть справедливой по отношению к его подданным, и, если монарх нарушает это положение, народ может вернуться к своему первоначальному праву и свободе.
После перевода Вейна на Силли парламент принял резолюцию в ноябре 1661 года, требуя его возвращения в Тауэр для суда. Король выжидал, но в январе 1662 года парламент повторил требование. В апреле 1662 года Вейна вернули в Тауэр, а 2 июня 1662 года он был привлечен к суду по обвинению в государственной измене против короля Карла II. Судебное разбирательство началось 6 июня перед судом Королевской скамьи с четырьмя судьями во главе с председателем Верховного суда Робертом Фостером и генеральным прокурором короля сэром Джеффри Палмером. Как было характерно для обвиняемых в государственной измене, Вейну было отказано в юридическом представительстве. Он защищался от обвинений в войне против короля во время гражданской войны, утверждая суверенную власть парламента. На обвинения в том, что он подготовил казнь короля в 1659 году, он ответил, что невозможно совершить измену против короля, не обладающего короной. Жюри, которое было заполнено роялистами, обсуждало приговор 30 минут.
Получив сообщения о действиях Вейна до и во время судебного разбирательства, Карл II, вероятно, посчитал, что он слишком опасен для того, чтобы его оставили в живых, и отозвал свое помилование. В отличие от Вейна, Джон Ламберт на своем суде полностью отдался на милость суда и был впоследствии сослан на Гернси вместо казни. Хотя Вейн был приговорен к позорной для дворянина смерти через повешение с последующим четвертованием, король заменил ее на обезглавливание. 14 июня 1662 года Вейн был доставлен в Тауэр-Хилл и обезглавлен. По свидетельству очевидцев, Вейн на эшафоте прочитал длинную речь, много раз прерываемую шерифом, они вырвали бы бумагу из его рук, но он не позволил. Чтобы заставить Вейна замолчать, шериф приказал трубить в трубы. На эшафоте Вейн сказал, что он сейчас находится по правую руку от Христа, а на вопрос, почему он не помолился за короля перед казнью, он ответил: «Нет, вы увидите, что я могу молиться за короля: я молю Бога благословить его!».
Запись своей речи перед казнью Вейн заблаговременно раздал близким друзьям, которые посещали его в те дни, и она была впоследствии напечатана. Многие считали Вейна мучеником за то, что он продолжал поддерживать свои убеждения, и считали, что король потерял больше, чем он получил благодаря казни Вейна. Его тело было возвращено семье, которая захоронила его останки в церкви в Шипборне, недалеко от семейного поместья Вейнов в Кенте.

## Семья
У Вейна и его жены Фрэнсис было десять детей. Из их пяти сыновей только последний, Кристофер, имел детей и преуспел в управлении наследства отца. От короля Вильгельма III он получил баронство Барнард. Таким образом, среди мужских потомков Генри Вейна-младшего — бароны Барнард, бароны Инглвуд, виконты Вейн, графы Дарлингтон, и герцоги Кливленд (2-к создание).